# Sedgefield (Royaume-Uni)
Pour les articles homonymes, voir Sedgefield.
Sedgefield est une petite ville et une paroisse civile du comté de Durham, en Angleterre. Elle est située à une vingtaine de kilomètres au nord-ouest de Middlesbrough. Au recensement de 2011, elle comptait 5 211 habitants..

## Jumelages
- Hamminkeln (Allemagne) depuis 1982[2]

## Personnalités liées à la ville
- John Davies (1949-), photographe, y est né ;
- Guillaume de Durham (?-1249), théologien et ecclésiastique, y est né ;
- Mark Gatiss (1966-), acteur, scénariste et producteur de télévision, y est né ;
- Ben Hetherington (1995-), coureur cycliste, y est né ;
- Thomas H. McIntosh (1879-1935), footballeur, y est né ;
- Vaughan Oliver (1957-2019), alias v23, designer et graphiste, y est né.